# Convent de les Germanes Vetlladores (Girona)
El Convent de les Germanes Vetlladores és un convent amb església del municipi de Girona inclosa en l'Inventari del Patrimoni Arquitectònic de Catalunya. Pertany a la congregació de les Germanes de Sant Josep de Girona, fundades per la venerable Maria Gay i Tibau.
Hi ha plànol de l'entrada i façana de la Capella, obra de Francesc Salvat mestre d'obres, que porten la data d'abril-juliol de 1893. En ell hi consta el títol: "Plano de Fachada de la Capilla que las Rdas. Hermanas de San José desean construir en la casa 10 que poseen en la calle Portal Nou de esta ciudad".